# Многогранник

Мінімальний тороїдальний многогранник

Многогра́нник, або багатогра́нник — геометрична фігура (геометричне тіло), частина тривимірного евклідового простору, обмежена замкненою поверхнею, яка складається з плоских многокутників, які називаються гранями многогранника.
Куб та піраміда є прикладами многогранників.
Окреме зацікавлення викликають правильні та опуклі многогранники.
Многогранник є 3-мірним прикладом більш загального поняття — політопу, яке використовується в довільній кількості вимірів.

## Визначення
Многогра́нник, а точніше тривимірний многогра́нник — сукупність нескінченного числа плоских многокутників в тривимірному евклідовому просторі така, що:
1. кожна сторона будь-якого із многокутників є одночасно стороною іншого (але тільки одного), яке називається суміжним з першим (за цією стороною);
2. зв'язність: від будь-якого із многокутників, які складають многогранник, можна дійти до будь-якого із них, переходячи до суміжного з ним, а від цього, в свою чергу, до суміжного з ним, і т. д.

Ці многокутники називаються гранями, їх сторони — ребрами, а їх вершини — вершинами многогранника.
Найпростішими прикладами многогранників є опуклі многогранники, тобто границя обмеженої підмножини евклідового простору що є перетином скінченного числа півпросторів.

### Варіанти значення
Наведене означення многогранника набуває різного змісту в залежності від того, як означити многокутник, для якого можливі такі два варіанти:
- Плоскі замкнені ламані (навіть і ті, в яких є самоперетин);
- Частини площини, обмежені ламаними.

У першому випадку ми маємо поняття зіркоподібного многогранника. У другому — многогранник є поверхня, складена із многокутних кусків. Якщо ця поверхня сама себе не перетинає, то вона є повною поверхнею деякого геометричного тіла, яке також називається многогранником. Звідси з'являється третє означення многогранника, як самого геометричного тіла.

## Зв'язані визначення
- Многогранник з {\displaystyle n} гранями називають {\displaystyle n}-гранник.
  - Зокрема, тетраедр це приклад 4-гранника, додекаедр — 12-гранник, ікосаедр — 20-гранник і т. д.

## Опуклий многогранник
Многогранник називається опуклим, якщо він увесь розташований по один бік від площини кожної з його граней.
Опукле тіло обмежене двома площинами у просторі буде прикладом нескінченного опуклого многогранника.

## Варіації і узагальнення
- Поняття многогранника індуктивно узагальнюється за розмірністю, і зазвичай називається n-вимірний многогранник або політоп.
- Нескінченний многогранник допускає у визначенні кінцеве число необмежених граней і ребер.
- Криволінійні многогранники допускають криволінійні ребра і грані.
- Сферичний многогранник.